# Apoteos

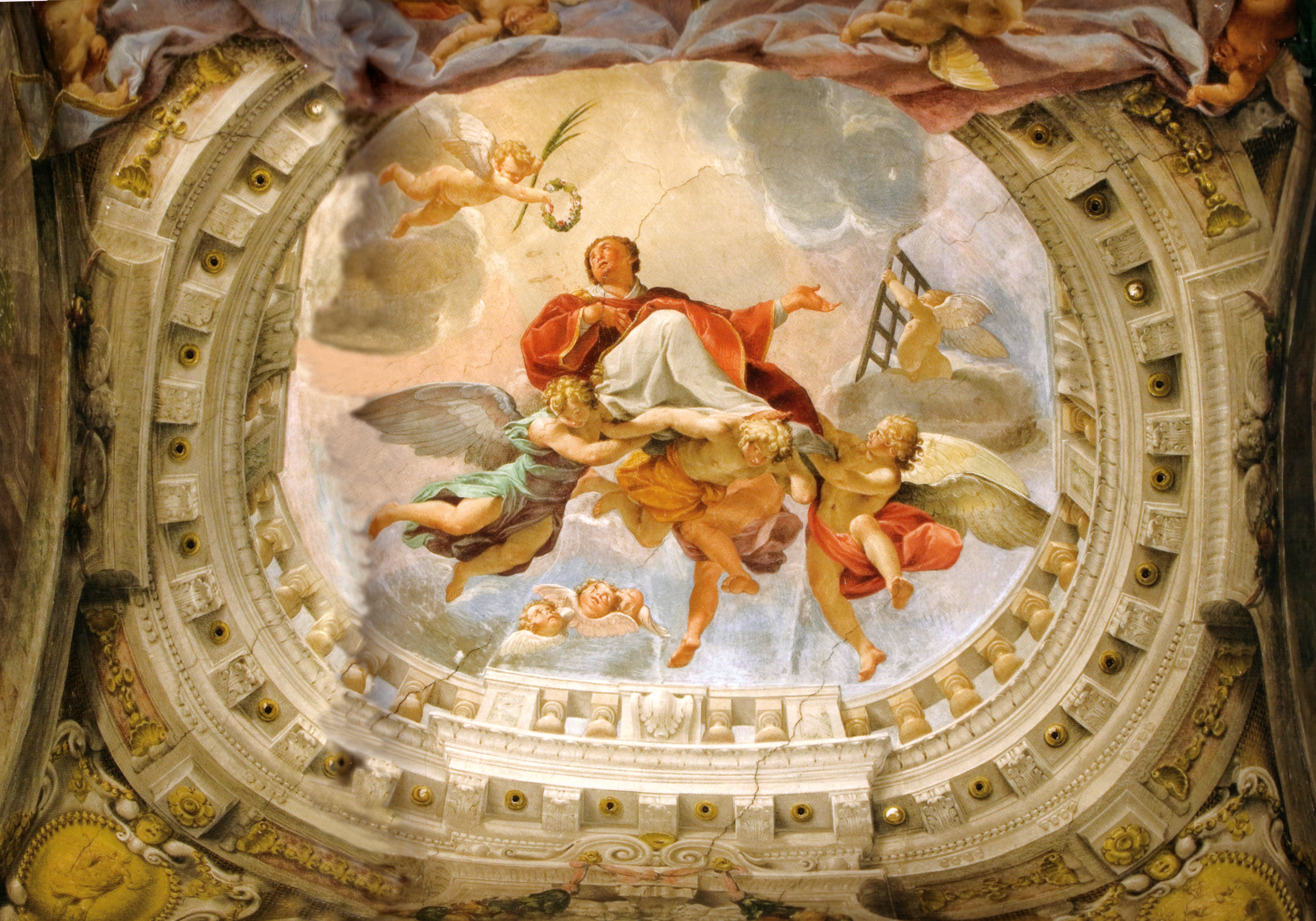
"Sankt Laurentius apoteos", Santi Michele e Gaetano, Florens, av Angelo Michele Colonna.

Apoteos (grekiska apothe'osis), förgudande, en ceremoni, genom vilken forntidens folk tilldelade en människa gudomlig rang. 
Att apoteosera är av gammal tradition och kom ursprungligen från grekerna och hade sin grund i beundran och tacksamhet där man ville visa avlidna, vilka utmärkt sig som sitt folks välgörare eller förvärvat en välkänd hjältetitel. Senare lät många härskare (exempelvis Alexander den store) apoteosera sig, medan han levde. Hos romarna var Romulus länge den ende som erhöll apoteosering; Julius Caesar apoteoserades av Augustus, som också själv tilldelades denna utmärkelse, och därefter blev alla kejsare, med undantag för Vitellius apoteoserade. 
Ceremonin ägde hos romarna vanligen rum på Marsfältet, där den dödes vaxbild, lagd på en praktfull paradsäng, brändes på ett bål, ur vars lågor man lät en örn flyga upp, vilket enligt folktron förde den avlidnes själ till gudarna. Med apoteos menar man numera vanligen en framställning av någon eller något såsom gudomligt upphöjt; förhärligande.